# Lista de políticos dos Estados Unidos que reconheceram o uso de cannabis

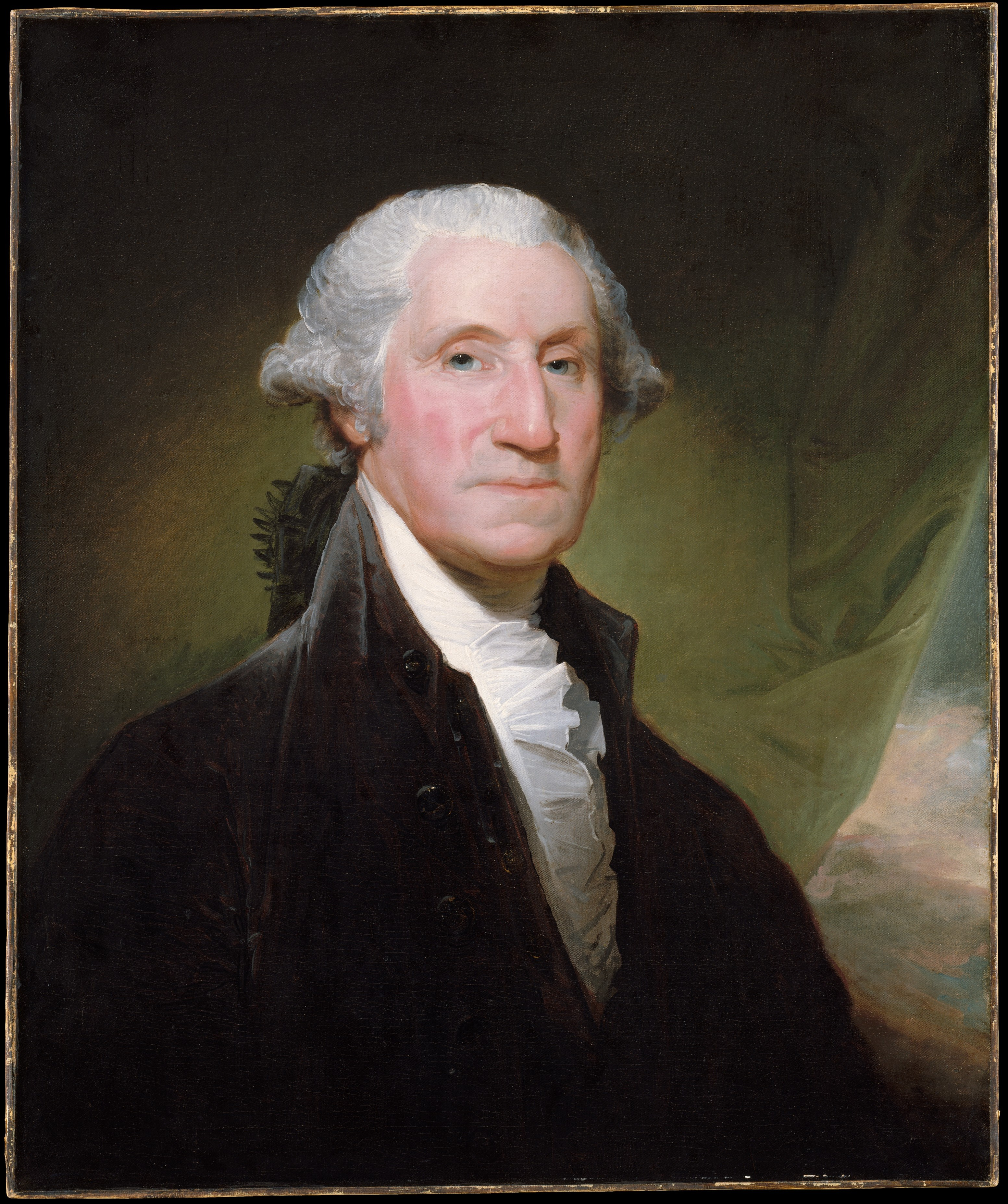
Primeiro Presidente dos Estados Unidos George Washington, um dos Pais Fundadores, conhecido por cultivar cânhamo antes da proibição

A Cannabis é uma planta e, na forma de cânhamo,  também é uma fonte de fibras, extratos e sementes. Antes de sua proibição, os políticos americanos conhecidos por cultivar Cannabis incluem alguns dos Pais Fundadores e presidentes do país  Os políticos que admitiram fazer uso recreativo da droga durante a proibição incluem prefeitos, governadores, membros da Câmara dos Representantes, senadores e presidentes.

## Lista de políticos que cultivavam cânhamo

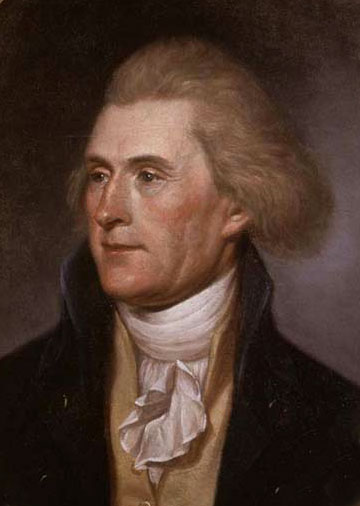
Ex-presidente dos Estados Unidos, Thomas Jefferson

| Nome              | Tempo de vida | Posição de maior prestígio                                                                                                   | Partido                                            | Referências |
| ----------------- | ------------- | --- | -------------------------------------------------- | ----------- |
| Benjamin Franklin | 1706–1790     | Presidente do Conselho Executivo Supremo da Pensilvânia                                                                      | Independente                                       | [ 1 ]       |
| Thomas Jefferson  | 1743–1826     | Presidente dos Estados Unidos                                                                                                | Republicano-Democrata                              | [ 2 ]       |
| James Madison     | 1751–1836     | Presidente dos Estados Unidos                                                                                                | Republicano-Democrata                              | [ 3 ]       |
| George Washington | 1732–1799     | Presidente dos Estados Unidos                                                                                                | Independente                                       |             |
| Henry Clay        | 1777–1852     | Secretário de Estado dos Estados Unidos, senador dos EUA de Kentucky e presidente da Câmara dos Deputados dos Estados Unidos | Republicano-Democrata, Republicano Nacional e Whig | [ 4 ]       |

## Durante a proibição
Nos EUA, inicialmente a cannabis era cultivada por razões industriais, mas rapidamente se tornou um medicamento básico no início do século XIX, enquanto o uso recreativo se tornou mais prevalente durante o século XX. Harry J. Anslinger, comissário do Bureau Federal de Narcóticos, respondeu à pressão política para proibir a maconha em todo o país. A Lei Tributária da Maconha, de 1937, criou um imposto especialmente caro e incluiu provisões de penalidade e elaboradas regras de execução às quais estavam sujeitos os manipuladores de maconha, maconha ou cânhamo. A sentença obrigatória e o aumento da punição foram promulgados quando o Congresso dos Estados Unidos aprovou a Lei Boggs de 1952 e a Lei de Controle de Narcóticos de 1956.
Durante a contracultura da década de 1960, as atitudes em relação à política de maconha e abuso de drogas mudaram à medida que o uso de maconha entre "estudantes universitários brancos de classe média" se disseminou. No caso Leary v. Estados Unidos (1969), a Suprema Corte considerou a Lei Tributária da Maconha inconstitucional, uma vez que violava a Quinta Emenda à Constituição dos Estados Unidos, privilégio contra a auto-incriminação. Em resposta, o Congresso aprovou a Lei de Substâncias Controladas como Título II da Lei de Controle e Prevenção de Abuso de Drogas de 1970, que revogou a Lei de Imposto sobre Maconha. Em 1972, a Comissão Nacional de Maconha e Abuso de Drogas concluiu que a maconha deveria ser descriminalizada, mas que o uso público e a condução embriagada deveriam permanecer ilegais. No final da década, vários estados haviam descriminalizado a droga, enquanto muitos outros enfraqueceram suas leis contra o uso de cannabis.
No entanto, uma onda de conservadorismo durante os anos 80 permitiu ao presidente Ronald Reagan acelerar a guerra às drogas durante sua presidência, provocando campanhas antidrogas, como a campanha "Just Say No" da primeira-dama Nancy Reagan. As multas federais pelo cultivo, porte ou transferência de maconha foram aumentadas pela Lei de Controle de Crimes Abrangentes (1984), Lei de Abuso de Drogas (1986) e Lei de Alteração de Abuso de Drogas (1988). Desde que os eleitores da Califórnia aprovaram a Proposição 215 [en] em 1996, que legalizou a maconha medicinal, vários estados seguiram o exemplo. No entanto, no caso Estados Unidos v. A Cooperativa de Compradores de Cannabis de Oakland (2001) foi rejeitada a defesa de necessidade médica como direito comum a crimes praticados sob a Lei de Substâncias Controladas porque o Congresso concluiu que a cannabis "atualmente não tem uso medicinal aceito". No caso Gonzales v. Raich (2005), concluiu-se que a Cláusula de Comércio do Artigo I da Constituição permitia ao governo federal proibir o uso de maconha, incluindo seu uso medicinal. Hoje, a maconha permanece classificada como uma droga do Anexo I sob a Lei de Substâncias Controladas, e a posse é punível com até um ano de prisão e uma multa mínima de US $ 1.000 numa primeira condenação.

### Uso por políticos durante a proibição
Os políticos que relataram o uso de maconha durante a proibição incluem prefeitos, governadores, membros da Câmara dos Deputados e do Senado e presidentes dos EUA.

### Partidos

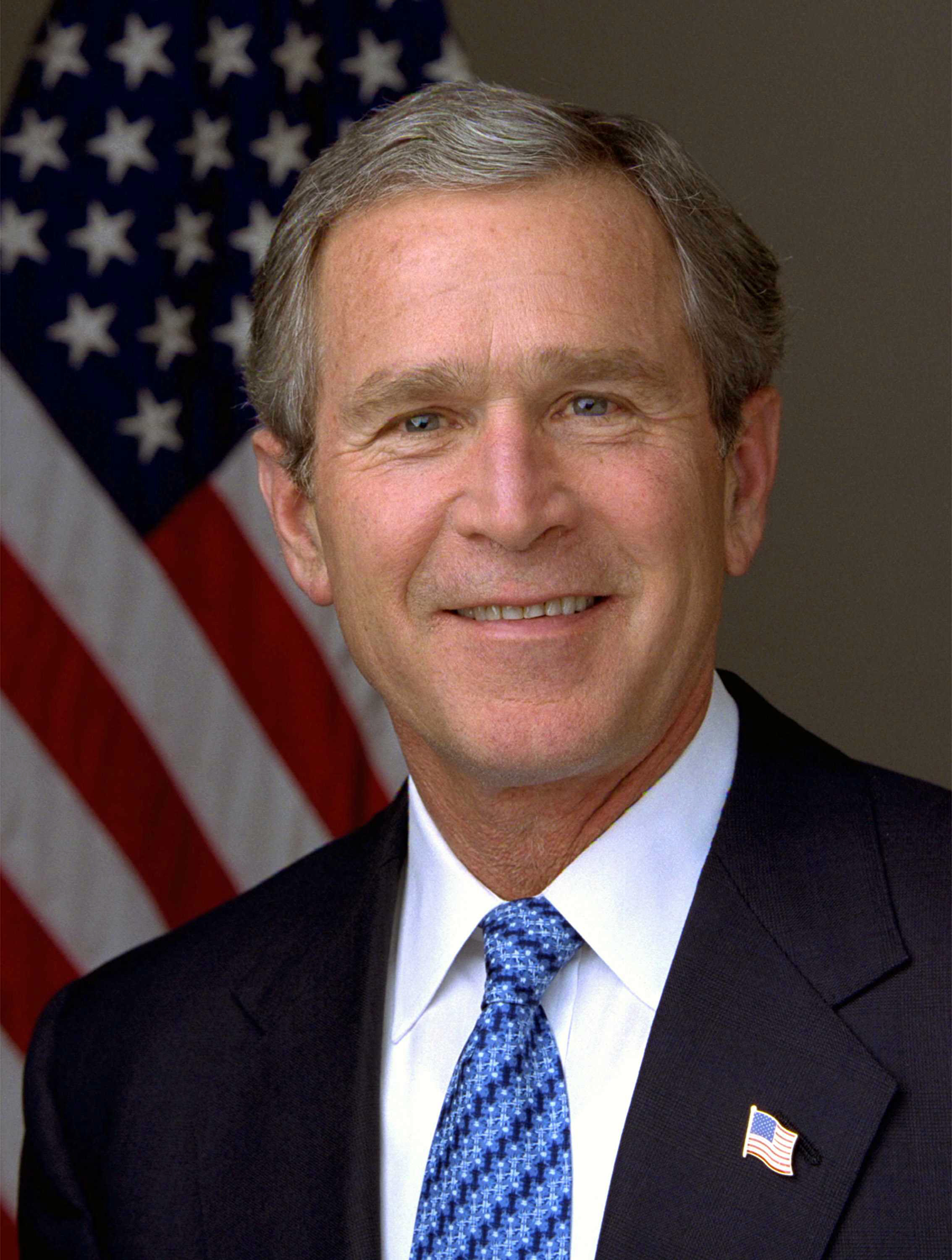
Ex-presidente dos Estados Unidos, George W. Bush

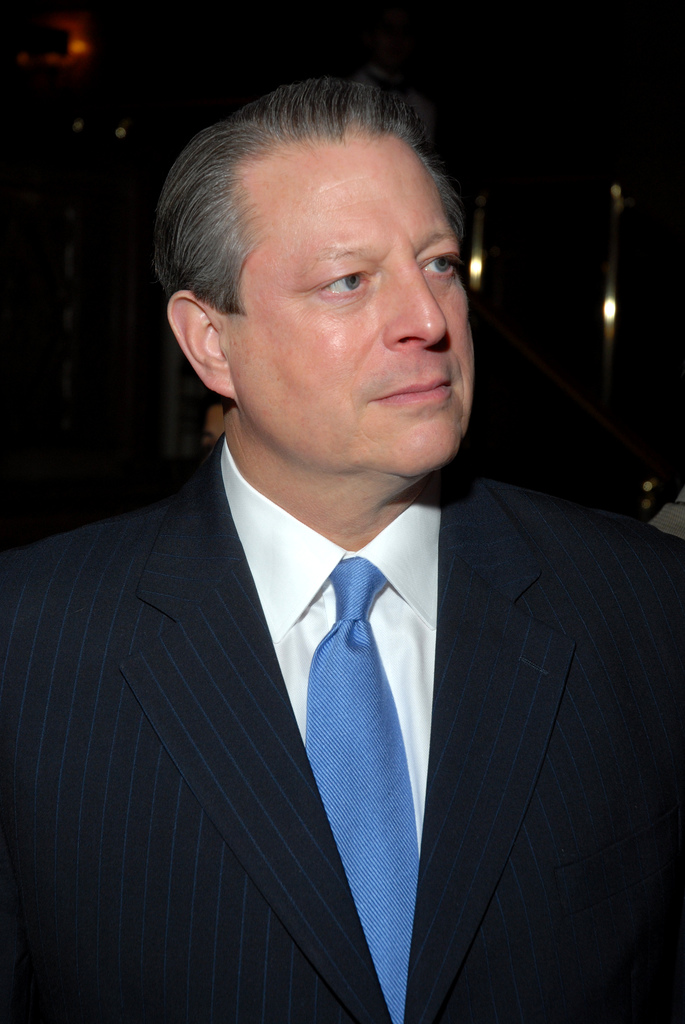
Ex-vice-presidente dos Estados Unidos, Al Gore

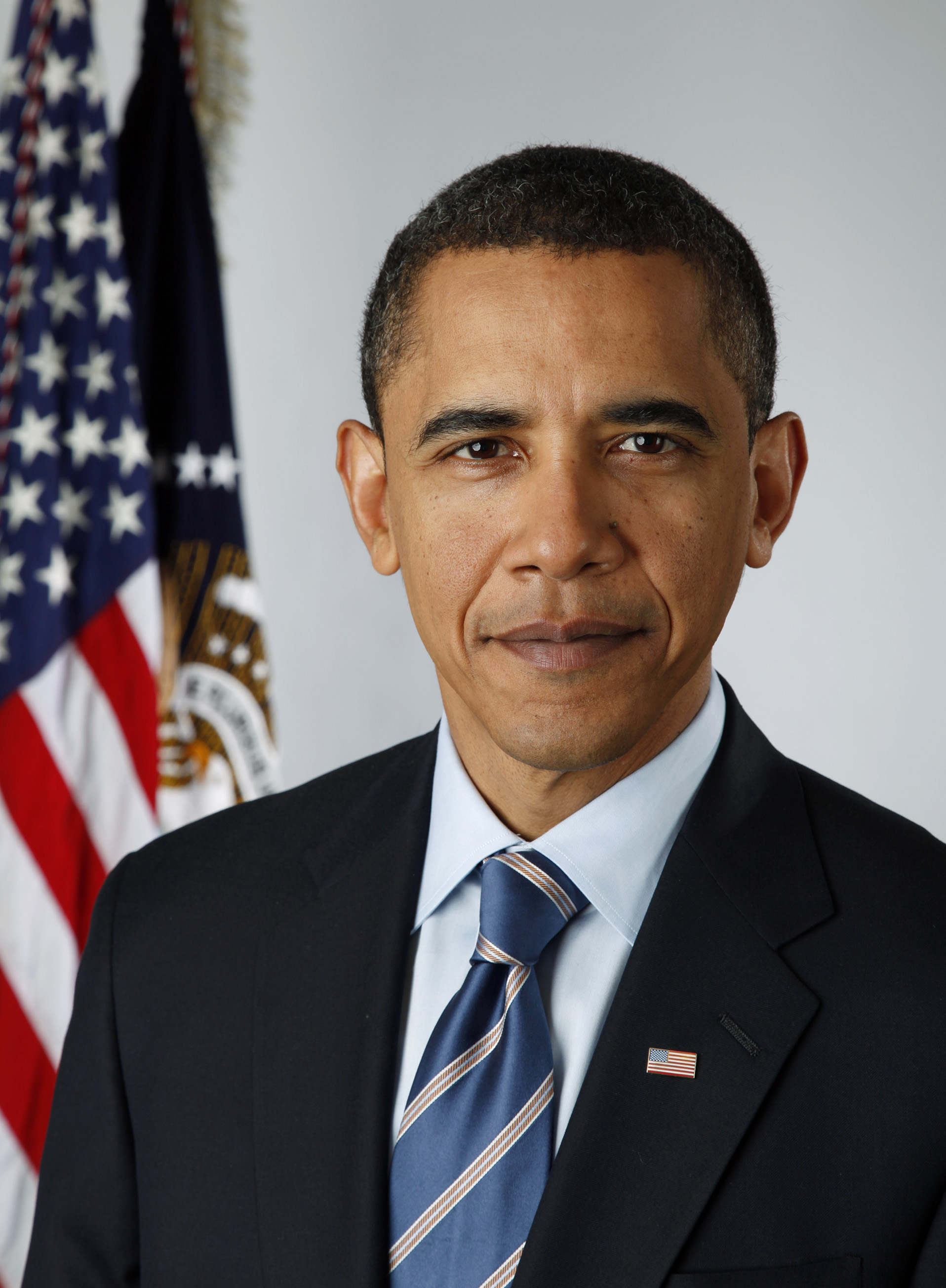
Ex-presidente dos Estados Unidos, Barack Obama

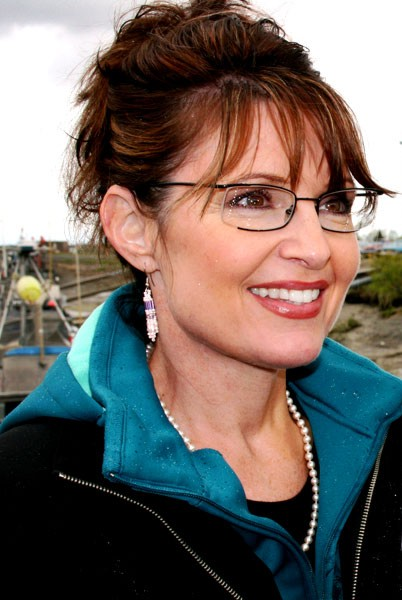
Ex-Governadora do Alasca, Sarah Palin

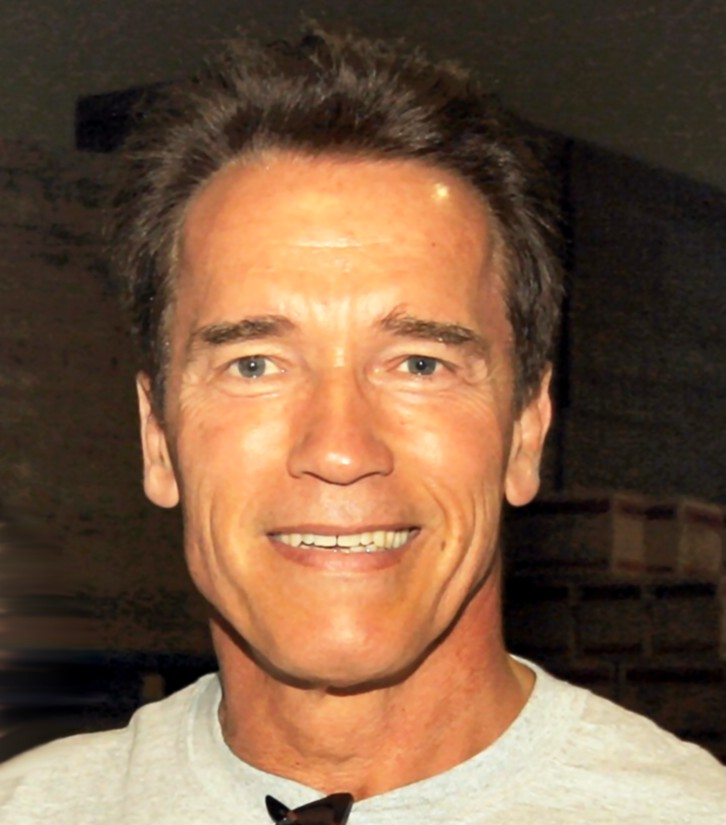
Ex-governador da Califórnia, Arnold Schwarzenegger

Democrata
      Republicano
      Verde
      Independente
      Libertário
| Nome                  | Tempo de vida | Posição de maior prestígio                                 | Partido      | Ref.   |
| --------------------- | ------------- | ---------------------------------------------------------- | ------------ | ------ |
| Rob Astorino          | 1967          | Executivo do Condado de Westchester                        | Republicano  | [ 14 ] |
| Bruce Babbitt         | 1938          | Governador do Arizona, Secretário do Interior              | Democrata    | [ 15 ] |
| Michael Bloomberg     | 1942          | Prefeito da cidade de Nova York                            | Democrata    | [ 16 ] |
| Bill Bradley          | 1943          | Senador de Nova Jersey                                     | Democrata    | [ 17 ] |
| George W. Bush        | 1946          | Presidente dos Estados Unidos                              | Republicano  | [ 18 ] |
| Jeb Bush              | 1953          | Governador da Flórida                                      | Republicano  | [ 19 ] |
| Jack Conway           | 1969          | Procurador-Geral de Kentucky                               | Democrata    | [ 20 ] |
| Paul Cellucci         | 1948–2013     | Governador de Massachusetts                                | Republicano  | [ 21 ] |
| Lincoln Chafee        | 1953          | Senador de Rhode Island, Governador de Rhode Island        | Libertário   | [ 22 ] |
| Lawton Chiles         | 1930–1998     | Senador da Flórida, Governador da Flórida                  | Democrata    | [ 23 ] |
| Bill Clinton          | 1946          | Presidente dos Estados Unidos                              | Democrata    | [ 24 ] |
| Steve Cohen           | 1949          | Representante do Tennessee                                 | Democrata    | [ 25 ] |
| Andrew Cuomo          | 1957          | Governador de Nova York                                    | Democrata    | [ 26 ] |
| Howard Dean           | 1948          | Governador de Vermont, Membro do Comitê Nacional Democrata | Democrata    | [ 27 ] |
| Joseph DeNucci        | 1939          | Auditor de Massachusetts                                   | Democrata    | [ 28 ] |
| Bill de Blasio        | 1961          | Prefeito da Cidade de Nova York                            | Democrata    | [ 29 ] |
| Mary Donohue          | 1947          | Vice-prefeita de Nova York                                 | Republicano  | [ 30 ] |
| John Edwards          | 1953          | Senador da Carolina do Norte                               | Democrata    | [ 31 ] |
| Newt Gingrich         | 1943          | Presidente da Câmara dos Representantes                    | Republicano  | [ 32 ] |
| Al Gore               | 1948          | Vice-Presidente                                            | Democrata    | [ 33 ] |
| Kamala Harris         | 1964          | Senadora da Califórnia                                     | Democrata    | [ 34 ] |
| Maggie Hassan         | 1958          | Governadora de New Hampshire, Senadora de New Hampshire    | Democrata    | [ 35 ] |
| Eric Holcomb          | 1968          | Governador do Indiana                                      | Republicano  | [ 36 ] |
| Gary Johnson          | 1953          | Governador do Novo México                                  | Libertário   | [ 37 ] |
| John Kasich           | 1952          | Governador de Ohio                                         | Republicano  | [ 38 ] |
| Joseph P. Kennedy II  | 1952          | Representante de Massachusetts                             | Democrata    | [ 28 ] |
| John Kerry            | 1943          | Secretário de Estado                                       | Democrata    | [ 31 ] |
| Ed Koch               | 1924–2013     | Prefeito da cidade de Nova York                            | Democrata    | [ 39 ] |
| Richard Lamm          | 1935          | Governador do Colorado                                     | Democrata    | [ 40 ] |
| Connie Mack III       | 1940          | Senador da Flórida                                         | Republicano  | [ 41 ] |
| Kyle E. McSlarrow     | 1960          | Secretário de Energia                                      | Republicano  | [ 42 ] |
| John Miller           | 1938–2017     | Representante de Washington                                | Republicano  | [ 43 ] |
| Susan Molinari        | 1958          | Representante de Nova York                                 | Republicano  | [ 44 ] |
| Jim Moran             | 1945          | Representate da Virginia                                   | Democrata    | [ 45 ] |
| Seth Moulton          | 1978          | Representate de Massachusetts                              | Democrata    | [ 46 ] |
| Evelyn Murphy         | 1940          | Vice-Prefeita de Massachusetts                             | Democrata    | [ 28 ] |
| Phil Murphy           | 1957          | Governador de Nova Jersey                                  | Democrata    | [ 47 ] |
| Richard Neal          | 1949          | Representate de Massachusetts                              | Democrata    | [ 28 ] |
| Barack Obama          | 1961          | Presidente dos Estados Unidos                              | Democrata    | [ 48 ] |
| Sarah Palin           | 1964          | Governadora do Alaska                                      | Republicano  | [ 49 ] |
| George Pataki         | 1945          | Governador de Nova York                                    | Republicano  | [ 50 ] |
| David Paterson        | 1954          | Governador de Nova York                                    | Democrata    | [ 51 ] |
| Edward W. Pattison    | 1932–1990     | Representante de Nova York                                 | Democrata    | [ 52 ] |
| Claiborne Pell        | 1918–2009     | Senador de Rhode Island                                    | Democrata    | [ 15 ] |
| J. B. Pritzker        | 1965          | Governador de Illinois                                     | Democrata    | [ 53 ] |
| Dana Rohrabacher      | 1947          | Representante da California                                | Republicano  | [ 54 ] |
| Bernie Sanders        | 1941          | Senador de Vermont                                         | Independente | [ 55 ] |
| Rick Santorum         | 1958          | Senador da Pensilvânia                                     | Republicano  | [ 56 ] |
| Arnold Schwarzenegger | 1947          | Governador da California                                   | Republicano  | [ 57 ] |
| William Scranton III  | 1947          | Vice-Presidente da Pensilvânia                             | Republicano  | [ 58 ] |
| Bill Thompson         | 1953          | Controladoria do Estado de Nova York                       | Democrata    | [ 59 ] |
| Peter G. Torkildsen   | 1958          | Representate de Massachusetts                              | Republicano  | [ 28 ] |
| Jesse Ventura         | 1951          | Governador de Minnesota                                    | Verde        | [ 60 ] |